# Diada de Sant Jordi

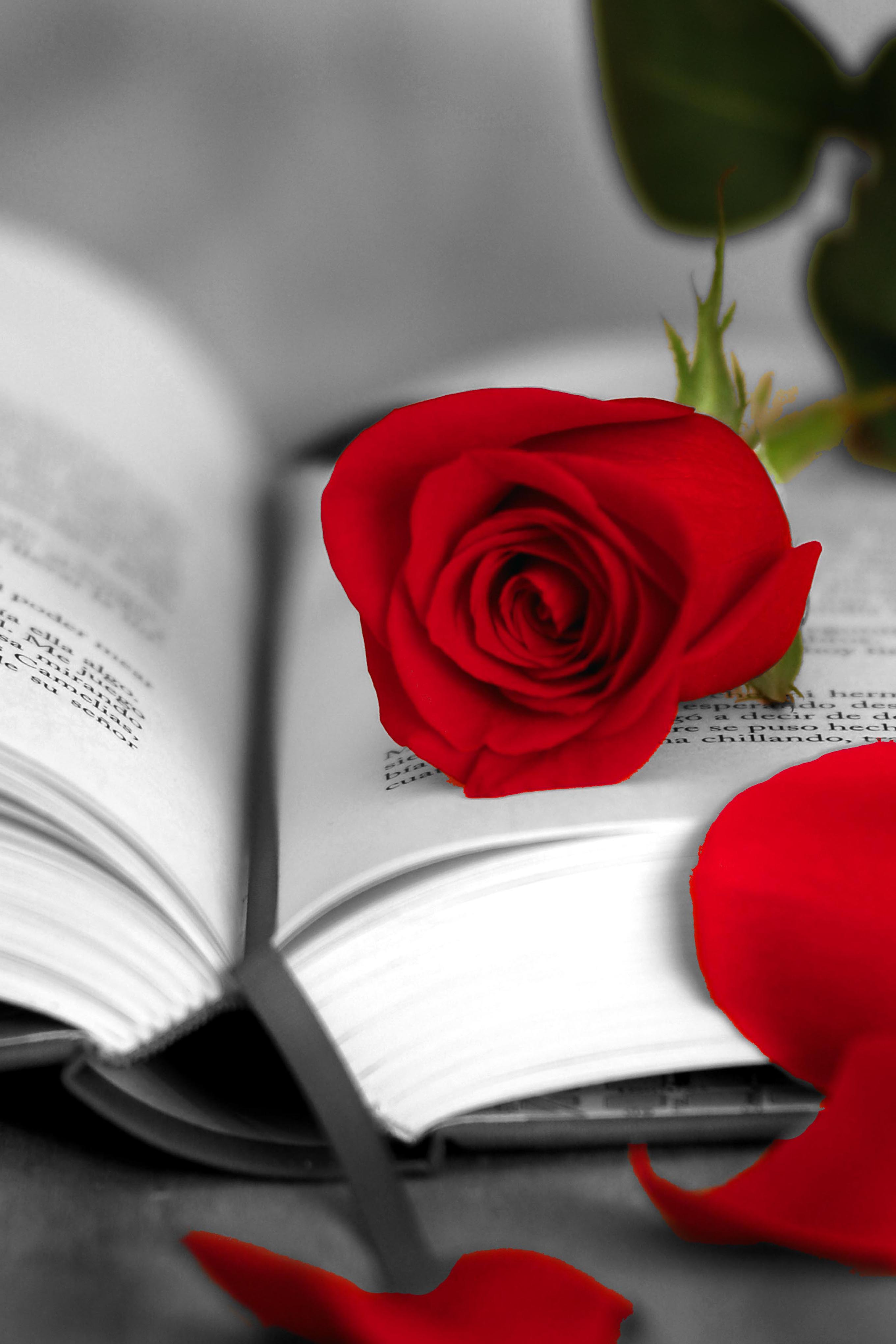
Rose und Buch, ein Bild von der Generalitat de Catalunya für die Wikipedia

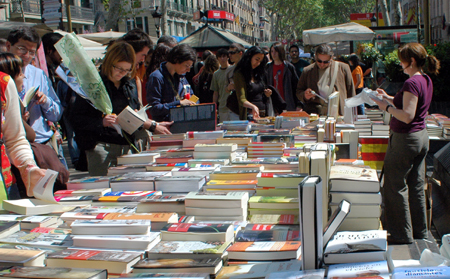
Buchstände am Diada de Sant Jordi in den Ramblas in Barcelona 2007

Die Diada de Sant Jordi (Katalanisch für ‚Tag des Heiligen Georg‘) ist ein Festtag, der in Katalonien zu Ehren seines Schutzpatrons, des heiligen Georg, des Maurentöters, am 23. April begangen wird.
In Katalonien ist der Heilige Georg Patron mehrerer Städte, der Grund für die Beziehung dieser Städte zum Heiligen ist mit historischen Ereignissen verbunden, die während der „Reconquista“, der Vertreibung der Mauren durch die Christen, stattfanden. Dabei ist seine symbolische Rolle als Maurentöter lange kriegerisch und nicht heilig gewesen. Georg der Drachentöter wurde im spanischen Narrativ einfach zum Maurentöter: Matamoros.
Das Besondere dieses Georgstages, verglichen mit den Feiern zu Ehren des Heiligen in anderen Ländern, ist, dass er seit 1931 mit dem damals frisch etablierten Welttag des Buches fusioniert wurde. Alle Männer sind aufgerufen, der Dame ihres Herzens eine rote Rose zu schenken, während die Frauen aufgerufen sind, dem Angebeteten ein Buch zu schenken. Dieser Brauch erfreut sich großer Beliebtheit, so sind zu Sant Jordi viele Straßen Barcelonas, insbesondere jedoch die Rambla, mit zahlreichen Büchertischen gesäumt. Parallel dazu werden rote Rosen verkauft, die mit einem Schleifchen in den Farben der katalanischen Fahne verziert sind.
Eine neuere kulturelle Strömung ist, dass Frauen nicht nur ausschließlich Rosen erhalten, sondern Rosen und Bücher.
Am 23. April werden in Katalonien etwa 1,5 Millionen Bücher verkauft.

## Hintergrund
Der Legende nach wuchs nach dem Sieg Sankt Georgs über den Drachen ein Rosenstrauch aus dem dabei vergossenen Blut. Von dem Strauch brach der Drachentöter eine Rose als Geschenk für die Prinzessin, die zuvor als Opfer für das Untier vorgesehen war.